# Pipunculopsis deserta
Pipunculopsis deserta är en tvåvingeart som beskrevs av Zaitzev 2000. Pipunculopsis deserta ingår i släktet Pipunculopsis och familjen svävflugor.
Artens utbredningsområde är Turkmenistan. Inga underarter finns listade i Catalogue of Life.